# Kortnosad ödlevargfisk
Kortnosad ödlevargfisk (Alepisaurus brevirostris) är en fiskart som beskrevs av Gibbs, 1960. Kortnosad ödlevargfisk ingår i släktet Alepisaurus och familjen Alepisauridae. Inga underarter finns listade i Catalogue of Life.